# Swochowo (Bielice)
Swochowo (deutsch Schwochow) ist ein Dorf in der polnischen Woiwodschaft Westpommern. Es gehört zur Gmina Bielice (Gemeinde Beelitz)  im Powiat Pyrzycki (Pyritzer Kreis).

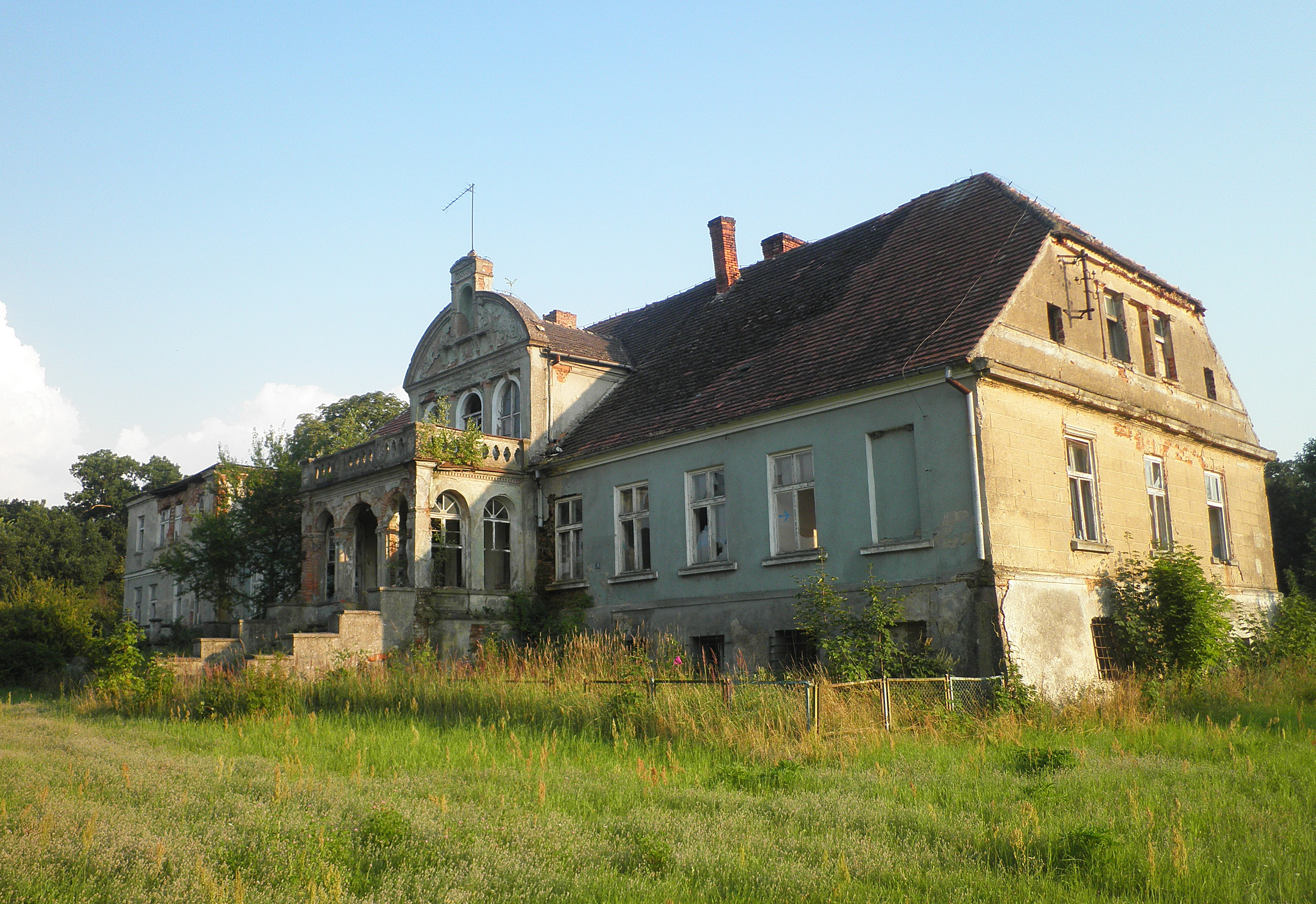
Gutshaus (Aufnahme 2012)

## Geographische Lage
Die Ortschaft liegt in Hinterpommern, etwa 25 Kilometer südlich von Stettin, zwölf Kilometer westnordwestlich von  Pyrzyce (Pyritz) und neun Kilometer nordnordöstlich von Banie (Bahn).

## Geschichte

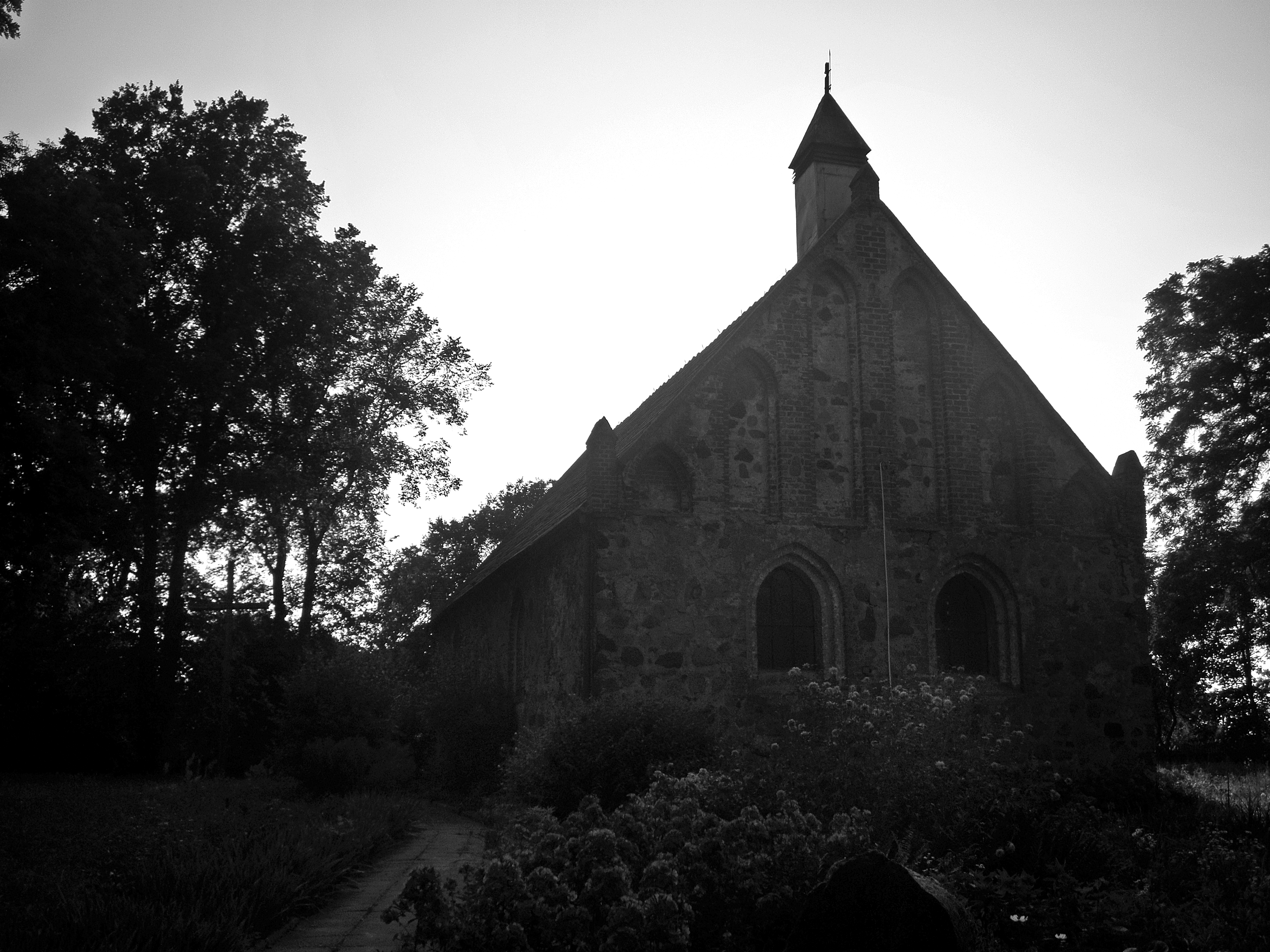
Dorfkirche, bis 1945 Gotteshaus der evangelischen Gemeinde Schwochow

Schwochow (Swochow) südsüdöstlich des Stettiner Haffs und der Stadt Stettin, rechts der Oder, südwestlich des Madüsees (Madui Lacus) und südöstlich der Stadt Greifenhagen (Griffenhagen) sowie nordöstlich von Bahn (Bahnen), auf der Lubinschen Karte von 1618 (Ausschnitt)

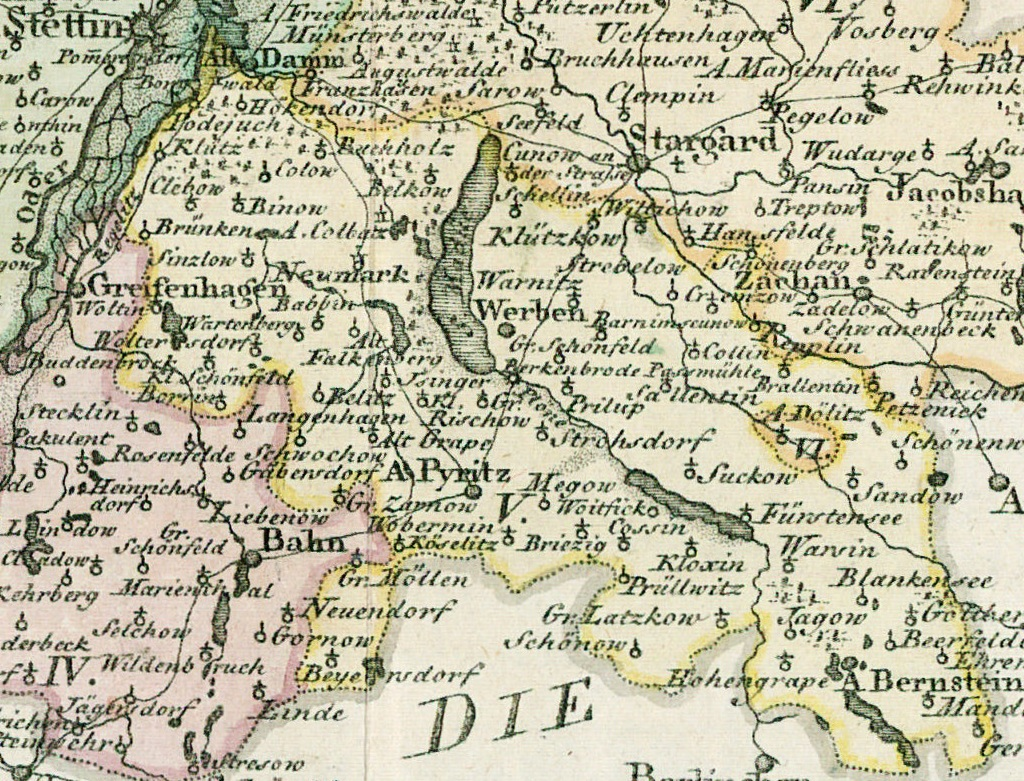
Schwochow westnordwestlich von Pyritz auf einer Landkarte des 18. Jahrhunderts

Aus vorgeschichtlicher Zeit stammte das Großsteingrab Schwochow, eine megalithische Grabanlage der jungsteinzeitlichen Trichterbecherkultur. Es wurde im 19. Jahrhundert zerstört.
Seit dem 19. Jahrhundert bestanden im Kreis Pyritz der preußischen Provinz Pommern der Gutsbezirk Schwochow und die Landgemeinde Schwochow nebeneinander. Im Jahre 1910 zählte der Gutsbezirk Schwochow 243 Einwohner und die Landgemeinde Schwochow 271 Einwohner. Später wurde der Gutsbezirk in die Landgemeinde eingemeindet. Die Gemeinde zählte dann im Jahre 1925 586 Einwohner in 134 Haushaltungen und im Jahre 1939 543 Einwohner. Zur Gemeinde gehörte auch der Wohnplatz Frankenberg.
Im Jahr 1945 gehörte Schwochow zum Landkreis Pyritz im Regierungsbezirk Stettin der preußischen Provinz Pommern des Deutschen Reichs. Schochow war Sitz des Amtsbezirks Schwochow.
Gegen Ende des Zweiten Weltkriegs wurde die Region von der Roten Armee besetzt. Nach Einstellung der Kampfhandlungen wurde Schwochow mit ganz Hinterpommern bis auf militärische Sperrgebiete seitens der sowjetischen Besatzungsmacht der Volksrepublik Polen zur Verwaltung überlassen. Anschließend erfolgte die Migration von Polen. Schwochow wurde in „Swochowo“ umbenannt. In der Folgezeit wurde die einheimische Bevölkerung von der polnischen Administration aus Schwochow vertrieben.

## Persönlichkeiten

### Söhne und Töchter des Ortes
- Wichart von Roëll (1937–2024), deutscher Schauspieler

### Mit dem Ort verbunden
- Daniel Levin Andreas von der Schulenburg (1690–1752), preußischer Landrat des Kreises Greifenhagen, war Gutsherr auf Schwochow